# Furio Giunta
Furio Giunta, interprété par Federico Castelluccio, est un personnage fictif de la série télévisée d'HBO Les Soprano. C'est un mafieux italien travaillant pour Tony Soprano.
Furio Giunta est un cammorista que Tony a recruté lors d'un voyage à Naples. Remarqué pour l'efficacité de ses méthodes brutales, il redonne une impulsion à l'équipe de Tony. Considéré avec méfiance ou condescendance par les autres mafieux dans un premier temps, il s'intègre néanmoins parfaitement. Il flirte avec Carmela, mais sachant qu'il ne peut aller trop loin dans cette voie sans tuer son patron, il retourne en Italie sans crier gare.